# Сервеєр-4
«Сервеєр-4» (англ. Surveyor 4 — геодезист) — четвертий американський спускний апарат, що мав здійснити м'яку посадку на Місяць в рамках місячної програми «Сервеєр» із запуску безпілотних апаратів з метою фотографування місячної поверхні для визначення характеристик місячного рельєфу при підготовці пілотованих місій Аполлона.

## Конструкція

### Рама
Рама апарата мала базову трикутну форму з алюмінієвих труб, що спрощувало монтування науково-технічного обладнання. У кутах рами кріпились три відкидні посадкові ноги з амортизаторами і опорами. Під час запуску опори перебували складеними під обтічником. Опори і амортизаційні блоки, укріплені на кожній нозі, складались з алюмінієвих чарунок, за рахунок деформації яких поглиналася енергія посадкового удару. Опори розкладалися на 4,3 м від центру апарата. Апарат був висотою приблизно 3 м.

### Живлення
На вершині вертикальної щогли висотою понад один метр, розташованої в центрі трикутника, були сонячні батареї площею 0,855 м² з 792 фотоелементів, що створювали потужність до 85 Вт, додатково використовувались срібно-цинкові батареї.

### Зв'язок
До центру щогли кріпилась рухома плоска антена з високим коефіцієнтом підсилення, що передавала телевізійні зображення. Дві неспрямовані антени на кінцях розкладних щогл використовувались для передачі і прийому команд. Апарат мав два передавачі і два приймачі.

### Теплозахист
Теплозахист забезпечувався поєднанням білої фарби й оздобленням з високим коефіцієнтом тепловиділення, нанесеними на поліровану алюмінієву основу.

### Відсіки апаратури
На рамі у двох відсіках з контрольованою температурою розміщувалась електронна апаратура. Відсіки були вкриті потужною теплоізоляцією, крізь яку проходили теплові канали, також у відсіках були терморегулювачі і маленькі електричні нагрівачі. В одному відсіку, у якому підтримувалася температура від 5 до 50 °C, розміщувалось обладнання для зв'язку і контролю електропостачання. В іншому, у якому підтримувалася температура від −20 до 50 °C, розміщувалось обладнання для обробки сигналів.

### Інженерне обладнання
Телевізійна камера була змонтована близько біля вершини триніжка. У структуру були вставлені тензодатчики, температурні сенсори та інше інженерне обладнання.
Один фотометричний приціл було змонтовано біля кінця посадкової опори. одна коротка стріла розкладалася з центру структури.
Сонячний сенсор, датчик Канопуса і швидкі гіроскопі, що оберталися у кардановій підвісці, допомагали визначити орієнтацію апарата.

### Рух і орієнтація
Рух і орієнтація здійснювались за допомогою холодного азоту під час фази польоту. Твердопаливний двигун у формі сталевої кулі, змонтований у центрі апарата, використовувався при посадці. Три малі ракетні двигуни з керованою тягою використовувались під час корекції орбіти і посадки. Двигуни працювали на гідраті монометилгідразину (пальне) і суміші MON-10 (90 % диоксиду динітрогену (N2O2) і 10 % монооксиду азоту (NO)). Кожна камера згоряння мала тягу 130—460 Н, один двигун повертався для контролю крену. Паливо зберігалося у сферичних баках, прикріплених до рами апарата.

### Схема посадки
Висотомір вмикав головний ракетний двигун для початкового гальмування. Після закінчення роботи твердопаливного двигуна відокремлювались висотомір і двигун. Після цього вмикались доплерівський і висотомірний радари, що забезпечували інформацію для роботи автопілота, який контролював систему малих двигунів до посадки.

## Обладнання
Обладнання на борту складалося з телевізійної камери та допоміжних дзеркал, механізму забору зразків ґрунту з поверхні, тензодатчиків на посадкових опорах, а також численні інженерні датчики. Сервеєр-4 мав щуп з магнітом всередині для виявлення та вимірювання фероелементів у місячній поверхні.

## Політ
Запущений 14 липня 1967 року об 11:53:29 UTC після бездоганного польоту на Місяць, телеметричний контакт був втрачений о 2:03 UTC 17 липня 1967 року за 2,5 хвилини до приземлення. Посадка планувалась у Затоці Центральній на 0,4° північної широти і 1,33° західної довготи. Зв'язатися з апаратом не вдалося. Твердопаливна гальмівна рушійна установка, можливо, вибухнула наприкінці запланованого вмикання.